# Капска ткаља
Капска ткаља или капска плетиља (лат. Ploceus capensis) је врста птице из породице ткаља. Ендемит је Јужноафричке Републике где насељава област капског флористичког царства. Птице формирају мале колоније, гнезде се на дрвећу или у тршћацима.

## Опис
Капска ткаља достиже дужину тела од 17 cm. Горњи део тела је пругаст маслинасто-смеђ. Глава одраслог мужјака је жуто-наранџаста (лице је наранџасто, а потиљак жут), док су доњи делови тела жуте боје. Женке имају жуто-маслинасту главу и прса, док је трбух светлије нијансе жуте. Кљун је дуг и купаст. Птићи изгледом подсећају на женке.
Основа исхране капске ткаље су семење и инсекти.